# Alexandre do Nascimento
Alexandre do Nascimento, angolski rimskokatoliški duhovnik, škof in kardinal, * 1. marec 1925, Malanje, Angola, † 28. september 2024, Luanda, Angola.

## Življenjepis
20. decembra 1952 je prejel duhovniško posvečenje.
10. avgusta 1975 je postal škof v rodnem mestu Malanje in 31. avgusta istega leta je prejel škofovsko posvečenje. 3. februarja 1977 je bil imenovan za nadškofa Lubanga, kar je ostal do prestavitve v Luando leta 1986, ko ga je nasledil dotedanji nadškof v Huambu, Manuel Franklin da Costa.
2. februarja 1983 je bil povzdignjen v prvega angolskega kardinala in imenovan za kardinal-duhovnika S. Marco in Agro Laurentino.
16. februarja 1986 je bil imenovan za nadškofa Luande, kjer je nasledil nadškofa Eduardo André Muaca, ki je odstopil leto prej. S tega položaja se je upokojil 23. januarja 2001.
Kot Luandski nadškof ga je nasledil ga je dotedanji pomožni škof Damião António Franklin, ki je leta 2014 umrl, njega pa Filomeno do Nascimento Vieira Dias (sprva je bil tudi pomožni škof v Luandi, 2005-14 pa škof v sufraganski škofiji Cabinda).
Umrl je konec septembra 2014 v 100. letu kot najstarejši živeči kardinal.